# Доња Лука
Доња Лука (алб. Llukë e Ulët) је насељено место у општини Дечани, на Косову и Метохији. Према попису становништва из 2011. у насељу је живело 506 становника.

## Становништво
Према попису из 2011. године, Доња Лука има следећи етнички састав становништва:
| Националност | 2011.         |
| Албанци      | 506 (100,00%) |
| Укупно       | 506           |

| Демографија | Демографија | Демографија |
| Година      | Становника  | Становника  |
| ----------- | ----------- | ----------- |
| 1948.       | 267         |             |
| 1953.       | 267         |             |
| 1961.       | 291         |             |
| 1971.       | 339         |             |
| 1981.       | 489         |             |
| 1991.       | 608         |             |
| 2011.       | 506         |             |